# Morgan Bertsch
Morgan Bertsch (Santa Rosa, 20 aprile 1997) è una cestista statunitense.

## Carriera
È stata selezionata dalle Dallas Wings al terzo giro del Draft WNBA 2019 (29ª scelta assoluta).